# Nəzərabad
Nəzərabad è un comune dell'Azerbaigian situato nel distretto di Babək.

## Etimologia
Il nome del villaggio è traducibile come "un villaggio che appartiene a Nazar"